# Fond du Lac 232
Fond du Lac 232 är ett reservat i Kanada.   Det ligger i provinsen Saskatchewan, i den centrala delen av landet, 2 600 km nordväst om huvudstaden Ottawa.
Omgivningarna runt Fond du Lac 232 är i huvudsak ett öppet busklandskap. Trakten runt Fond du Lac 232 är nära nog obefolkad, med mindre än två invånare per kvadratkilometer.